# Emanuel Mammana
Emanuel Mammana, né le 10 février 1996 à Merlo, est un footballeur international argentin. Il évolue actuellement au poste de défenseur central.

## Biographie

### Enfance
Il perd sa mère alors qu'il est âgé de 6 ans puis son père à l'âge de 15 ans. À la suite du décès de son père, il fait une tentative de suicide.
Il rejoint River Plate à l'âge de 8 ans.

### Carrière en club

#### River Plate (2014-2016)
Emmanuel Mammana est repéré puis formé dès ses 8 ans par River Plate. Après avoir disputé 72 matchs pour 3 buts en catégories de jeunes, il dispute le 11 janvier 2014 son premier match avec l'équipe première lors de la Copa de Oro (tournoi amical) opposant son équipe au club d'Estudiantes de La Plata (score final 1-1). Il sera à cette occasion élu homme du match.
Il participe finalement à son premier match officiel le 9 octobre 2014 lors d'un quart de finale de Coupe d'Argentine contre le Club Atlético Rosario Central. Il est ensuite titulaire lors de la finale aller de la Copa Sudamericana disputée le 3 décembre 2014 contre l'équipe colombienne Atlético Nacional. Victorieux 3-1 sur l'ensemble des deux matchs, Mammana remporte alors son premier titre avec River Plate.
Il inscrit son premier but officiel le 16 mars 2016 lors de la 7e journée du championnat d'Argentine contre l'Atlético Colón.

#### Olympique lyonnais (2016-2017)
Le 7 juillet 2016, il rejoint officiellement l'Olympique lyonnais pour un montant de 7,5 à 9 millions d'euros et signe un contrat le liant au club jusqu'en 2021, malgré la concurrence de grands clubs comme la Fiorentina ou l'Inter Milan,.
Il inscrit son premier but sous ses nouvelles couleurs en marquant de la tête le but égalisateur lors d'un match nul 1-1 contre les Girondins de Bordeaux le 3 mars 2017, dans le cadre de la 28e journée de Ligue 1.
Il réalise une saison convaincante mais est confronté à une forte concurrence au poste de défenseur central, l'entraîneur Bruno Genesio préférant aligner Jérémy Morel ou Mouctar Diakhaby, ou bien mêmeYanga-Mbiwa au côté de Marcelo.

#### Zénith Saint-Pétersbourg (2017-2021)
Le 31 juillet 2017, il s'engage avec Zénith Saint-Pétersbourg pour 5 ans. Le montant du transfert est de 16 millions d'euros. En mars 2018, il est touché aux ligaments croisés du genou gauche, et manque la Coupe du monde en Russie alors qu'il avait été appelé lors des derniers rassemblements de l'Argentine par son sélectionneur Jorge Sampaoli.
Il fait son retour sur les terrains au mois d'octobre 2018 mais est de nouveau victime d'une grave blessure un an plus tard, en octobre 2019. Il souffre cette fois d'une rupture partielle des ligament croisé du genou gauche.
En manque de temps de jeu au Zénith en raison de ses blessures régulières, Mammana est prêté au FK Sotchi le 7 août 2020.

#### Retour à River Plate (2022-2023)
Après son passage compliqué en Russie, Emanuel Mammana est libéré par le Zénith et retourne dans son club formateur en février 2022.
En 2023, il est sacré champion d'Argentine.

#### Vélez Sarsfield (depuis 2024)
En début d'année 2024, il rejoint Vélez Sarsfield pour une saison (plus une en option).
Il est sacré champion d’Argentine en 2024.

### Carrière en sélection
Passé par toutes les sélections de jeunes de l'Argentine (des U15 jusqu'aux U20), il participe à son premier match avec l'équipe A le 7 juin 2014 en remplaçant Javier Mascherano, blessé, à la 77e minute d'un match amical contre la Slovénie (victoire 2-0). Seulement âgé de 18 ans, il n’avait jusqu'alors pas joué un seul match officiel avec l'équipe première de River Plate.
Il est le deuxième joueur de l'histoire de l'équipe d'Argentine à faire ses débuts sans avoir jamais joué en professionnel, le premier étant Javier Mascherano qu'il a remplacé pour sa première sélection.
À la suite de la prise de fonction de Jorge Sampaoli en juin 2017, il est rappelé en sélection et connaît deux nouvelles sélections. Il rentre en jeu face au Brésil puis est titulaire face à Singapour lors de matchs amicaux,.
En novembre 2017, il est de nouveau convoqué pour remplacer Gabriel Mercado blessé, mais ne rentre pas en jeu.

## Style de jeu
Considéré comme l'un des plus grands espoirs du football argentin à son poste, il dispose d'une bonne relance et d'un sens de l'anticipation aiguisé, selon lui : « Parfois, il faut balancer pour ne pas mettre l'équipe en danger, mais j'essaie de ne jamais le faire. Ça m'énerve, car c'est offrir le ballon à l'adversaire. Le football est bien plus beau lorsqu'il est joué au sol. J'aime sortir le ballon proprement »
Avec un physique filiforme (1,84m pour 70 kg ) Mammana est d'abord un fin technicien. Son ancien entraineur en équipe réserve de River Plate raconte : « On l’appelait Federer, parce qu’il ne se décoiffait pas, il ne se salissait pas quand il jouait. Il joue avec une telle qualité technique. Ariel Ortega l’a parfaitement décrit : c’est un meneur de jeu qui joue défenseur central ».

## Statistiques détaillées

### Parcours en club
| Saison                | Club                     | Championnat           | Championnat | Championnat | Championnat | Coupe(s) nationale(s) | Coupe(s) nationale(s) | Coupe(s) nationale(s) | Compétition(s) continentale(s) | Compétition(s) continentale(s) | Compétition(s) continentale(s) | Compétition(s) continentale(s) | Total | Total | Total |
| Saison                | Club                     | Division              | M.          | B.          | P.d.        | M.                    | B.                    | P.d.                  | Comp.                          | M.                             | B.                             | P.d.                           | M.    | B.    | P.d.  |
| 2014                  | River Plate              | Division 1            | 2           | 0           | 0           | 1                     | 0                     | 0                     | CS                             | 1                              | 0                              | 0                              | 4     | 0     | 0     |
| 2015                  | River Plate              | Division 1            | 14          | 0           | 0           | -                     | -                     | -                     | CL+CS                          | 3+2                            | 0+0                            | 0+0                            | 19    | 0     | 0     |
| 2016                  | River Plate              | Division 1            | 8           | 1           | 0           | -                     | -                     | -                     | CL                             | 4                              | 1                              | 0                              | 12    | 2     | 0     |
| Sous-total            | Sous-total               | Sous-total            | 24          | 1           | 0           | 1                     | 0                     | 0                     | -                              | 10                             | 1                              | 0                              | 35    | 2     | 0     |
| 2016-2017             | Olympique lyonnais       | Ligue 1               | 17          | 1           | 0           | 3                     | 0                     | 0                     | C1+C3                          | 1+4                            | 0+0                            | 0+0                            | 25    | 1     | 0     |
| 2017-2018             | Zenith Saint-Petersbourg | Premier Liga          | 16          | 0           | 0           | -                     | -                     | -                     | C3                             | 10                             | 0                              | 0                              | 26    | 0     | 0     |
| 2018-2019             | Zenith Saint-Petersbourg | Premier Liga          | 6           | 0           | 0           | 1                     | 0                     | 0                     | C3                             | 4                              | 0                              | 0                              | 11    | 0     | 0     |
| 2019-2020             | Zenith Saint-Petersbourg | Premier Liga          | 3           | 0           | 0           | 1                     | 0                     | 0                     | -                              | -                              | -                              | -                              | 4     | 0     | 0     |
| Sous-total            | Sous-total               | Sous-total            | 25          | 0           | 0           | 2                     | 0                     | 0                     | -                              | 14                             | 0                              | 0                              | 41    | 0     | 0     |
| 2020-2021             | FK Sotchi (prêt)         | Premier Liga          | 18          | 0           | 1           | 1                     | 0                     | 0                     | -                              | -                              | -                              | -                              | 19    | 0     | 1     |
| 2021-2022             | FK Sotchi (prêt)         | Premier Liga          | 4           | 0           | 1           | -                     | -                     | -                     | C4                             | 1                              | 0                              | 0                              | 5     | 0     | 1     |
| Sous-total            | Sous-total               | Sous-total            | 22          | 0           | 0           | 1                     | 0                     | 0                     | -                              | 1                              | 0                              | 0                              | 24    | 0     | 0     |
| 2022                  | CA River Plate           | Division 1            | 21          | 2           | 0           | 4                     | 0                     | 0                     | CL                             | 4                              | 0                              | 1                              | 29    | 2     | 1     |
| 2023                  | CA River Plate           | Division 1            | 7           | 0           | 0           | 3                     | 0                     | 0                     | CL                             | 2                              | 0                              | 0                              | 12    | 0     | 0     |
| Sous-total            | Sous-total               | Sous-total            | 28          | 2           | 0           | 7                     | 0                     | 0                     | -                              | 6                              | 0                              | 1                              | 41    | 2     | 1     |
| 2024                  | Vélez Sarsfield          | Division 1            | 20          | 0           | 0           | 18                    | 1                     | 0                     | -                              | -                              | -                              | -                              | 38    | 1     | 0     |
| 2025                  | Vélez Sarsfield          | Division 1            | 10          | 0           | 0           | 2                     | 0                     | 0                     | CL                             | 4                              | 0                              | 0                              | 16    | 0     | 0     |
| Sous-total            | Sous-total               | Sous-total            | 30          | 0           | 0           | 20                    | 1                     | 0                     | -                              | 4                              | 0                              | 0                              | 54    | 1     | 0     |
| Total sur la carrière | Total sur la carrière    | Total sur la carrière | 146         | 4           | 1           | 34                    | 1                     | 0                     | -                              | 40                             | 1                              | 1                              | 220   | 6     | 2     |

### Parcours en sélection
| Sélection          | Année              | Amical | Amical | Amical | Éliminatoires | Éliminatoires | Éliminatoires | Mondial | Mondial | Mondial | Copa Sudamericana | Copa Sudamericana | Copa Sudamericana | Total | Total | Total |
| Sélection          | Année              | M      | B      | Pd     | M             | B             | Pd            | M       | B       | Pd      | M                 | B                 | Pd                | M     | B     | Pd    |
| ------------------ | ------------------ | ------ | ------ | ------ | ------------- | ------------- | ------------- | ------- | ------- | ------- | ----------------- | ----------------- | ----------------- | ----- | ----- | ----- |
| -15 ans Argentine  | 2011               | 0      | 0      | 0      | -             | -             | -             | -       | -       | -       | 7                 | 0                 | 0                 | 7     | 0     | 0     |
| -15 ans Argentine  | Total              | 0      | 0      | 0      | -             | -             | -             | -       | -       | -       | 7                 | 0                 | 0                 | 7     | 0     | 0     |
| -17 ans Argentine  | 2013               | 0      | 0      | 0      | -             | -             | -             | 7       | 0       | 0       | 9                 | 0                 | 0                 | 16    | 0     | 0     |
| -17 ans Argentine  | Total              | 0      | 0      | 0      | -             | -             | -             | 7       | 0       | 0       | 9                 | 0                 | 0                 | 16    | 0     | 0     |
| -20 ans Argentine  | 2015               | 0      | 0      | 0      | -             | -             | -             | 2       | 0       | 0       | 8                 | 0                 | 0                 | 10    | 0     | 0     |
| -20 ans Argentine  | Total              | 0      | 0      | 0      | -             | -             | -             | 2       | 0       | 0       | 8                 | 0                 | 0                 | 10    | 0     | 0     |
| Argentine          | 2014               | 1      | 0      | 0      | -             | -             | -             | -       | -       | -       | -                 | -                 | -                 | 1     | 0     | 0     |
| Argentine          | 2017               | 2      | 0      | 0      | -             | -             | -             | -       | -       | -       | -                 | -                 | -                 | 2     | 0     | 0     |
| Argentine          | Total              | 3      | 0      | 0      | -             | -             | -             | -       | -       | -       | -                 | -                 | -                 | 3     | 0     | 0     |
| Total en sélection | Total en sélection | 3      | 0      | 0      | -             | -             | -             | 9       | 0       | 0       | 24                | 0                 | 0                 | 34    | 0     | 0     |

| \| Nº \| Date \| Lieu \| Domicile \| Résultat \| Extérieur \| Buts \| Passes déc. \| Compétition \| \| ----- \| ---------- \| ----------------------------------------------------- \| --------- \| -------- \| --------- \| ---- \| ----------- \| ---------------------------- \| \| 1 \| 19/11/2011 \| Stade Municipal Parque Liebig's, Fray Bentos, Uruguay \| Argentine \| 3-2 \| Chili \| \| \| CONMEBOL des moins de 15 ans \| \| 2 \| 21/11/2011 \| Stade Municipal Parque Liebig's, Fray Bentos, Uruguay \| Argentine \| 2-0 \| Venezuela \| \| \| CONMEBOL des moins de 15 ans \| \| 3 \| 23/11/2011 \| Stade Municipal Parque Liebig's, Fray Bentos, Uruguay \| Argentine \| 0-0 \| Équateur \| \| \| CONMEBOL des moins de 15 ans \| \| 4 \| 25/11/2011 \| Stade Municipal Parque Liebig's, Fray Bentos, Uruguay \| Uruguay \| 4-0 \| Argentine \| \| \| CONMEBOL des moins de 15 ans \| \| 5 \| 28/11/2011 \| Stade Juan Antonio Lavalleja, Trinidad, Uruguay \| Brésil \| 4-2 \| Argentine \| \| \| CONMEBOL des moins de 15 ans \| \| 6 \| 01/12/2011 \| Stade Juan Antonio Lavalleja, Trinidad, Uruguay \| Uruguay \| 0-1 \| Argentine \| \| \| CONMEBOL des moins de 15 ans \| \| 7 \| 04/12/2011 \| Stade Juan Antonio Lavalleja, Trinidad, Uruguay \| Argentine \| 2-3 \| Colombie \| \| \| CONMEBOL des moins de 15 ans \| \| Total \| \| Matchs \| 7 \| \| \| 0 \| 0 \| \| Note : Matchs amicaux non inclus. |            |                                                       |           |          |           |      |             |                              |
| Nº | Date       | Lieu                                                  | Domicile  | Résultat | Extérieur | Buts | Passes déc. | Compétition                  |
| 1 | 19/11/2011 | Stade Municipal Parque Liebig's, Fray Bentos, Uruguay | Argentine | 3-2      | Chili     |      |             | CONMEBOL des moins de 15 ans |
| 2 | 21/11/2011 | Stade Municipal Parque Liebig's, Fray Bentos, Uruguay | Argentine | 2-0      | Venezuela |      |             | CONMEBOL des moins de 15 ans |
| 3 | 23/11/2011 | Stade Municipal Parque Liebig's, Fray Bentos, Uruguay | Argentine | 0-0      | Équateur  |      |             | CONMEBOL des moins de 15 ans |
| 4 | 25/11/2011 | Stade Municipal Parque Liebig's, Fray Bentos, Uruguay | Uruguay   | 4-0      | Argentine |      |             | CONMEBOL des moins de 15 ans |
| 5 | 28/11/2011 | Stade Juan Antonio Lavalleja, Trinidad, Uruguay       | Brésil    | 4-2      | Argentine |      |             | CONMEBOL des moins de 15 ans |
| 6 | 01/12/2011 | Stade Juan Antonio Lavalleja, Trinidad, Uruguay       | Uruguay   | 0-1      | Argentine |      |             | CONMEBOL des moins de 15 ans |
| 7 | 04/12/2011 | Stade Juan Antonio Lavalleja, Trinidad, Uruguay       | Argentine | 2-3      | Colombie  |      |             | CONMEBOL des moins de 15 ans |
| Total |            | Matchs                                                | 7         |          |           | 0    | 0           |                              |

| \| Nº \| Date \| Lieu \| Domicile \| Résultat \| Extérieur \| Buts \| Passes déc. \| Compétition \| \| ----- \| ---------- \| --------------------------------------------------------- \| --------- \| -------- \| ------------- \| ---- \| ----------- \| ---------------------------------- \| \| 1 \| 02/04/2013 \| Stade Provincial Juan Gilberto Funes, San Luis, Argentine \| Argentine \| 0-2 \| Équateur \| \| \| CONMEBOL des moins de 17 ans \| \| 2 \| 04/04/2013 \| Stade Provincial Juan Gilberto Funes, San Luis, Argentine \| Argentine \| 1-3 \| Paraguay \| \| \| CONMEBOL des moins de 17 ans \| \| 3 \| 06/04/2013 \| Stade Provincial Juan Gilberto Funes, San Luis, Argentine \| Argentine \| 3-0 \| Venezuela \| \| \| CONMEBOL des moins de 17 ans \| \| 4 \| 10/04/2013 \| Stade Provincial Juan Gilberto Funes, San Luis, Argentine \| Argentine \| 3-2 \| Colombie \| \| \| CONMEBOL des moins de 17 ans \| \| 5 \| 14/04/2013 \| Stade Provincial Juan Gilberto Funes, San Luis, Argentine \| Argentine \| 2-0 \| Pérou \| \| \| CONMEBOL des moins de 17 ans \| \| 6 \| 17/04/2013 \| Stade Provincial Juan Gilberto Funes, San Luis, Argentine \| Argentine \| 3-3 \| Uruguay \| \| \| CONMEBOL des moins de 17 ans \| \| 7 \| 21/04/2013 \| Stade Provincial Juan Gilberto Funes, San Luis, Argentine \| Brésil \| 0-0 \| Argentine \| \| \| CONMEBOL des moins de 17 ans \| \| 8 \| 24/04/2013 \| Stade Provincial Juan Gilberto Funes, San Luis, Argentine \| Paraguay \| 1-3 \| Argentine \| \| \| CONMEBOL des moins de 17 ans \| \| 9 \| 28/04/2013 \| Stade Provincial Juan Gilberto Funes, San Luis, Argentine \| Argentine \| 2-2 \| Venezuela \| \| \| CONMEBOL des moins de 17 ans \| \| 10 \| 19/10/2013 \| Stade Al-Rashid, Dubaï, Emirats Arabes Unis \| Iran \| 1-1 \| Argentine \| \| \| Coupe du monde des moins de 17 ans \| \| 11 \| 22/10/2013 \| Stade Al-Rashid, Dubaï, Emirats Arabes Unis \| Argentine \| 3-2 \| Autriche \| \| \| Coupe du monde des moins de 17 ans \| \| 12 \| 25/10/2013 \| Stade Al-Rashid, Dubaï, Emirats Arabes Unis \| Argentine \| 3-0 \| Canada \| \| \| Coupe du monde des moins de 17 ans \| \| 13 \| 29/10/2013 \| Stade Al-Rashid, Dubaï, Emirats Arabes Unis \| Argentine \| 3-1 \| Tunisie \| \| \| Coupe du monde des moins de 17 ans \| \| 14 \| 02/11/2013 \| Stade Al-Rashid, Dubaï, Emirats Arabes Unis \| Argentine \| 2-1 \| Côte d'Ivoire \| \| \| Coupe du monde des moins de 17 ans \| \| 15 \| 05/11/2013 \| Stade Mohammed-Bin-Zayed, Abou Dabi, Emirats Arabes Unis \| Argentine \| 0-3 \| Mexique \| \| \| Coupe du monde des moins de 17 ans \| \| 16 \| 08/11/2013 \| Stade Mohammed-Bin-Zayed, Abou Dabi, Emirats Arabes Unis \| Suède \| 4-1 \| Argentine \| \| \| Coupe du monde des moins de 17 ans \| \| Total \| \| Matchs \| 16 \| \| \| 0 \| 0 \| \| Note : Matchs amicaux non inclus. |            |                                                           |           |          |               |      |             |                                    |
| Nº | Date       | Lieu                                                      | Domicile  | Résultat | Extérieur     | Buts | Passes déc. | Compétition                        |
| 1 | 02/04/2013 | Stade Provincial Juan Gilberto Funes, San Luis, Argentine | Argentine | 0-2      | Équateur      |      |             | CONMEBOL des moins de 17 ans       |
| 2 | 04/04/2013 | Stade Provincial Juan Gilberto Funes, San Luis, Argentine | Argentine | 1-3      | Paraguay      |      |             | CONMEBOL des moins de 17 ans       |
| 3 | 06/04/2013 | Stade Provincial Juan Gilberto Funes, San Luis, Argentine | Argentine | 3-0      | Venezuela     |      |             | CONMEBOL des moins de 17 ans       |
| 4 | 10/04/2013 | Stade Provincial Juan Gilberto Funes, San Luis, Argentine | Argentine | 3-2      | Colombie      |      |             | CONMEBOL des moins de 17 ans       |
| 5 | 14/04/2013 | Stade Provincial Juan Gilberto Funes, San Luis, Argentine | Argentine | 2-0      | Pérou         |      |             | CONMEBOL des moins de 17 ans       |
| 6 | 17/04/2013 | Stade Provincial Juan Gilberto Funes, San Luis, Argentine | Argentine | 3-3      | Uruguay       |      |             | CONMEBOL des moins de 17 ans       |
| 7 | 21/04/2013 | Stade Provincial Juan Gilberto Funes, San Luis, Argentine | Brésil    | 0-0      | Argentine     |      |             | CONMEBOL des moins de 17 ans       |
| 8 | 24/04/2013 | Stade Provincial Juan Gilberto Funes, San Luis, Argentine | Paraguay  | 1-3      | Argentine     |      |             | CONMEBOL des moins de 17 ans       |
| 9 | 28/04/2013 | Stade Provincial Juan Gilberto Funes, San Luis, Argentine | Argentine | 2-2      | Venezuela     |      |             | CONMEBOL des moins de 17 ans       |
| 10 | 19/10/2013 | Stade Al-Rashid, Dubaï, Emirats Arabes Unis               | Iran      | 1-1      | Argentine     |      |             | Coupe du monde des moins de 17 ans |
| 11 | 22/10/2013 | Stade Al-Rashid, Dubaï, Emirats Arabes Unis               | Argentine | 3-2      | Autriche      |      |             | Coupe du monde des moins de 17 ans |
| 12 | 25/10/2013 | Stade Al-Rashid, Dubaï, Emirats Arabes Unis               | Argentine | 3-0      | Canada        |      |             | Coupe du monde des moins de 17 ans |
| 13 | 29/10/2013 | Stade Al-Rashid, Dubaï, Emirats Arabes Unis               | Argentine | 3-1      | Tunisie       |      |             | Coupe du monde des moins de 17 ans |
| 14 | 02/11/2013 | Stade Al-Rashid, Dubaï, Emirats Arabes Unis               | Argentine | 2-1      | Côte d'Ivoire |      |             | Coupe du monde des moins de 17 ans |
| 15 | 05/11/2013 | Stade Mohammed-Bin-Zayed, Abou Dabi, Emirats Arabes Unis  | Argentine | 0-3      | Mexique       |      |             | Coupe du monde des moins de 17 ans |
| 16 | 08/11/2013 | Stade Mohammed-Bin-Zayed, Abou Dabi, Emirats Arabes Unis  | Suède     | 4-1      | Argentine     |      |             | Coupe du monde des moins de 17 ans |
| Total |            | Matchs                                                    | 16        |          |               | 0    | 0           |                                    |

| \| Nº \| Date \| Lieu \| Domicile \| Résultat \| Extérieur \| Buts \| Passes déc. \| Compétition \| \| ----- \| ---------- \| ---------------------------------------------------------- \| --------- \| -------- \| --------- \| ---- \| ----------- \| ---------------------------------- \| \| 1 \| 14/01/2015 \| Stade Municipal Profesor Alberto Suppici, Colonia, Uruguay \| Argentine \| 5-2 \| Équateur \| \| \| CONMEBOL des moins de 20 ans \| \| 2 \| 16/01/2015 \| Stade Municipal Profesor Alberto Suppici, Colonia, Uruguay \| Argentine \| 0-1 \| Paraguay \| \| \| CONMEBOL des moins de 20 ans \| \| 3 \| 18/01/2015 \| Stade Municipal Profesor Alberto Suppici, Colonia, Uruguay \| Argentine \| 6-2 \| Pérou \| \| \| CONMEBOL des moins de 20 ans \| \| 4 \| 26/01/2015 \| Centenario, Montevideo, Uruguay \| Argentine \| 2-0 \| Pérou \| \| \| CONMEBOL des moins de 20 ans \| \| 5 \| 29/01/2015 \| Gran Parque Central, Montevideo, Uruguay \| Argentine \| 1-1 \| Colombie \| \| \| CONMEBOL des moins de 20 ans \| \| 6 \| 01/02/2015 \| Gran Parque Central, Montevideo, Uruguay \| Argentine \| 2-0 \| Brésil \| \| \| CONMEBOL des moins de 20 ans \| \| 7 \| 04/02/2015 \| Centenario, Montevideo, Uruguay \| Argentine \| 3-0 \| Paraguay \| \| \| CONMEBOL des moins de 20 ans \| \| 8 \| 07/02/2015 \| Centenario, Montevideo, Uruguay \| Uruguay \| 1-2 \| Argentine \| \| \| CONMEBOL des moins de 20 ans \| \| 9 \| 02/06/2015 \| Westpac Stadium, Wellington, Nouvelle-Zélande \| Argentine \| 2-3 \| Ghana \| \| \| Coupe du monde des moins de 20 ans \| \| 10 \| 05/06/2015 \| Westpac Stadium, Wellington, Nouvelle-Zélande \| Autriche \| 0-0 \| Argentine \| \| \| Coupe du monde des moins de 20 ans \| \| Total \| \| Matchs \| 10 \| \| \| 0 \| 0 \| \| Note : Matchs amicaux non inclus. |            |                                                            |           |          |           |      |             |                                    |
| Nº | Date       | Lieu                                                       | Domicile  | Résultat | Extérieur | Buts | Passes déc. | Compétition                        |
| 1 | 14/01/2015 | Stade Municipal Profesor Alberto Suppici, Colonia, Uruguay | Argentine | 5-2      | Équateur  |      |             | CONMEBOL des moins de 20 ans       |
| 2 | 16/01/2015 | Stade Municipal Profesor Alberto Suppici, Colonia, Uruguay | Argentine | 0-1      | Paraguay  |      |             | CONMEBOL des moins de 20 ans       |
| 3 | 18/01/2015 | Stade Municipal Profesor Alberto Suppici, Colonia, Uruguay | Argentine | 6-2      | Pérou     |      |             | CONMEBOL des moins de 20 ans       |
| 4 | 26/01/2015 | Centenario, Montevideo, Uruguay                            | Argentine | 2-0      | Pérou     |      |             | CONMEBOL des moins de 20 ans       |
| 5 | 29/01/2015 | Gran Parque Central, Montevideo, Uruguay                   | Argentine | 1-1      | Colombie  |      |             | CONMEBOL des moins de 20 ans       |
| 6 | 01/02/2015 | Gran Parque Central, Montevideo, Uruguay                   | Argentine | 2-0      | Brésil    |      |             | CONMEBOL des moins de 20 ans       |
| 7 | 04/02/2015 | Centenario, Montevideo, Uruguay                            | Argentine | 3-0      | Paraguay  |      |             | CONMEBOL des moins de 20 ans       |
| 8 | 07/02/2015 | Centenario, Montevideo, Uruguay                            | Uruguay   | 1-2      | Argentine |      |             | CONMEBOL des moins de 20 ans       |
| 9 | 02/06/2015 | Westpac Stadium, Wellington, Nouvelle-Zélande              | Argentine | 2-3      | Ghana     |      |             | Coupe du monde des moins de 20 ans |
| 10 | 05/06/2015 | Westpac Stadium, Wellington, Nouvelle-Zélande              | Autriche  | 0-0      | Argentine |      |             | Coupe du monde des moins de 20 ans |
| Total |            | Matchs                                                     | 10        |          |           | 0    | 0           |                                    |

| \| Nº \| Date \| Lieu \| Domicile \| Résultat \| Extérieur \| Buts \| Passes déc. \| Compétition \| \| ----- \| ---------- \| ------------------------------------------------- \| --------- \| -------- \| --------- \| ---- \| ----------- \| ------------ \| \| 1 \| 07/06/2014 \| Stade Ciudad de La Plata, Buenos Aires, Argentine \| Argentine \| 2-0 \| Slovénie \| \| \| Match amical \| \| 2 \| 09/06/2017 \| Cricket Ground, Melbourne, Australie \| Brésil \| 0-1 \| Argentine \| \| \| Match amical \| \| 3 \| 13/06/2017 \| Stade national de Singapour, Kallang, Singapour \| Singapour \| 0-6 \| Argentine \| \| \| Match amical \| \| Total \| \| Matchs \| 3 \| \| \| 0 \| 0 \| \| |            |                                                   |           |          |           |      |             |              |
| Nº | Date       | Lieu                                              | Domicile  | Résultat | Extérieur | Buts | Passes déc. | Compétition  |
| 1 | 07/06/2014 | Stade Ciudad de La Plata, Buenos Aires, Argentine | Argentine | 2-0      | Slovénie  |      |             | Match amical |
| 2 | 09/06/2017 | Cricket Ground, Melbourne, Australie              | Brésil    | 0-1      | Argentine |      |             | Match amical |
| 3 | 13/06/2017 | Stade national de Singapour, Kallang, Singapour   | Singapour | 0-6      | Argentine |      |             | Match amical |
| Total |            | Matchs                                            | 3         |          |           | 0    | 0           |              |

## Palmarès

### En club
| River Plate (3) : | Zénith Saint-Pétersbourg (3) : | Vélez Sarsfield (1) : |
| --- | --- | --- |
| - Championnat d'Argentine (2) : - Champion : 2014 et 2023 - Supercoupe d'Argentine : - Finaliste : 2015 - Copa Sudamericana (1) : - Vainqueur : 2014 - Coupe du monde des clubs : - Finaliste : 2015 | - Championnat de Russie (2) : - Champion : 2019 et 2020 - Coupe de Russie (1) : - Vainqueur : 2020 - Supercoupe de Russie : - Finaliste : 2019 | - Championnat d'Argentine (1) : - Champion : 2024 - Coupe d'Argentine : - Finaliste : 2024 - Coupe de la Ligue : - Finaliste : 2024 - Trophée des Champions : - Finaliste : 2024 - Supercopa internacional : - Finaliste : 2024 |

### En sélection
| Equipe d'Argentine des moins de 17 ans (1) :                              | Equipe d'Argentine des moins de 20 ans (1) :                              |
| ------------------------------------------------------------------------- | ------------------------------------------------------------------------- |
| - Championnat des moins de 17 ans de la CONMEBOL (1) : - Vainqueur : 2013 | - Championnat des moins de 20 ans de la CONMEBOL (1) : - Vainqueur : 2015 |